# Passeio

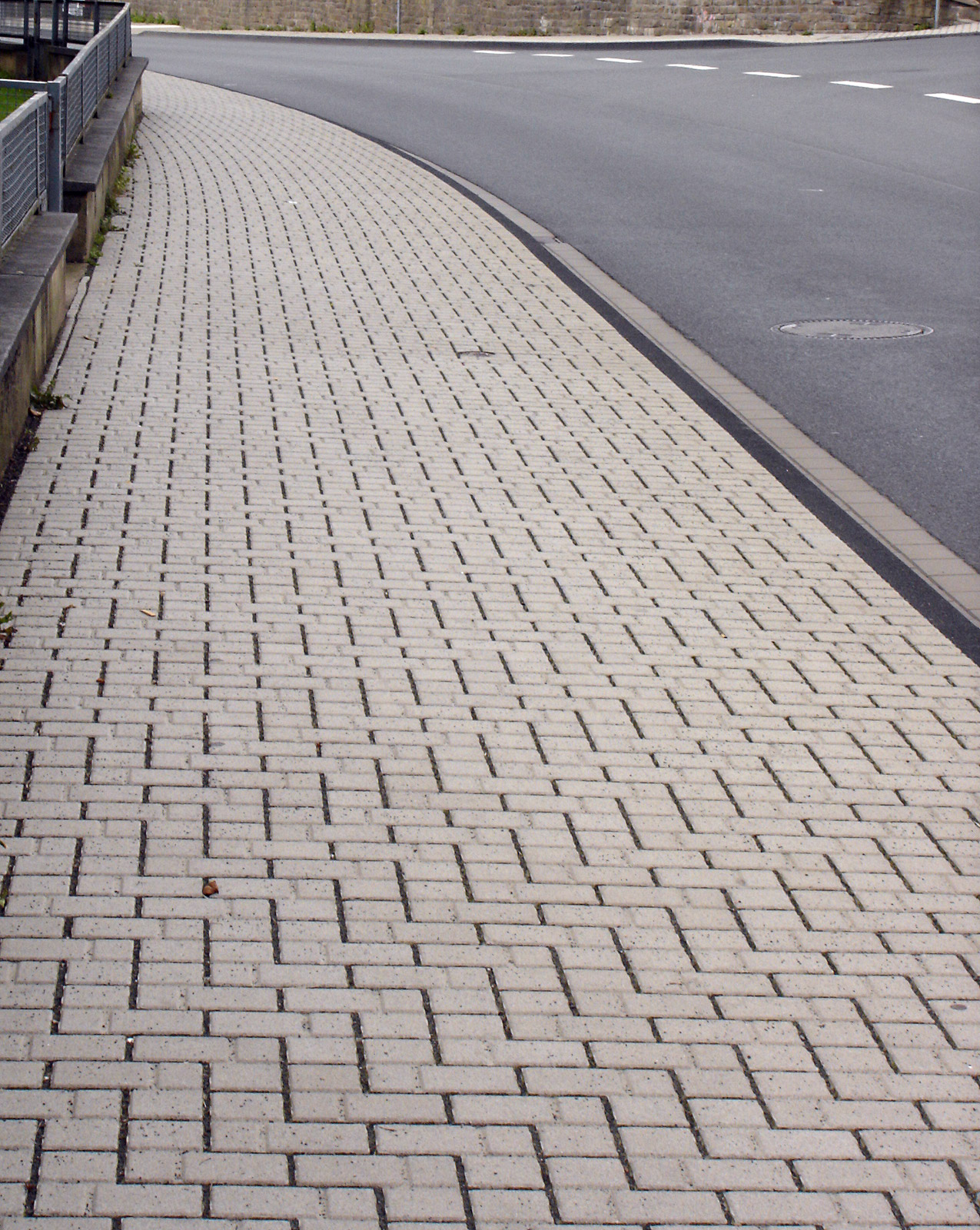
Imagem de um passeio. À direita o meio-fio e a sarjeta.

Calçada - se refere a “ parte da via, normalmente segregada e em nível diferente, não destinada a circulação de veículos, reservada ao trânsito de pedestres e, quando possível, a implantação de mobiliário, sinalização, vegetação e outros fins”. Enquanto passeio diz respeito a “parte da calçada ou da pista de rolamento, neste último caso separada por pintura ou elemento físico, livre de interferências, destinada a circulação exclusiva de pedestres e, excepcionalmente, de ciclistas”.
A calçada ideal é aquela que oferece condições de um caminhar seguro e confortável, proporcionado pela escolha de pisos adequados, ausência  de obstáculos, sem degraus entre os terrenos, com o mobiliário urbano e a vegetação disposta de forma a não atrapalhar o pedestre.

## Brasil
No Brasil, dentre alguns famosos padrões e artistas de calçadas, estão:
- Calçadão de Copacabana, Rio de Janeiro: em pedra portuguesa, motivo mar largo, obra do prefeito Paulo de Frontin, início do século XX; redesenhada por Burle Marx nos anos 1970;[3]
- Calçadão de Ipanema, Rio de Janeiro: em pedra portuguesa, motivo geométrico, por Renato Primavera Marinho, anos 1960;[4]
- Calçada da Rua da Estrela, na cidade de Rio comprido, no Rio de Janeiro: em pedra portuguesa, motivo do quarto centenário do Rio, por Aloísio Magalhães, anos 1960;[5]
- Calçada paulista, São Paulo: em ladrilho hidráulico, motivo do mapa do Estado, por Mirthes Bernardes, anos 1960;
- Calçadas de Brasília: em pedra portuguesa, motivos geométricos, por Fabrício Pedroza e Francisco Galeno, anos 1970.[6]

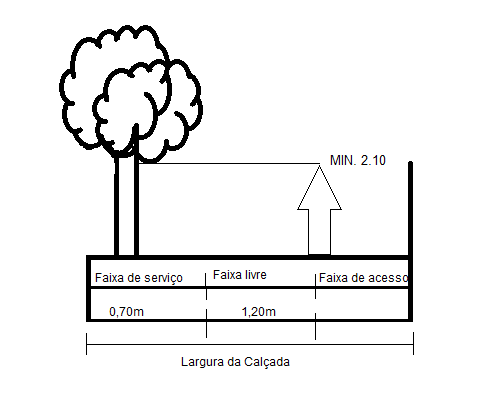

### Dimensões mínimas da calçada (ABNT NBR 9050/2015)
A calçada é classificada em:
- Faixa de serviço: serve para acomodar o mobiliário, vegetação e sinalização e ter largura mínima de 0,70 metros.[7]
- Faixa livre ou passeio: exclusiva para circulação de pedestres, livre de obstáculos. Ter inclinação transversal de até 3%, ser contínua entre lotes e ter no mínimo 1,20 metros de largura e 2,10 de altura livre.[7]
- Faixa de acesso: só existe em calçadas com mais de 2,00 metros. serve para acomodar a rampa de acesso aos lotes limitados sob autorização do município para edificações já construídas.[7]

## Piso tátil
O piso tátil é uma faixa em alto-relevo fixada no chão para fornecer auxilio na locomoção de deficientes visuais.
 

São classificados em piso tátil de alerta e piso tátil direcional:

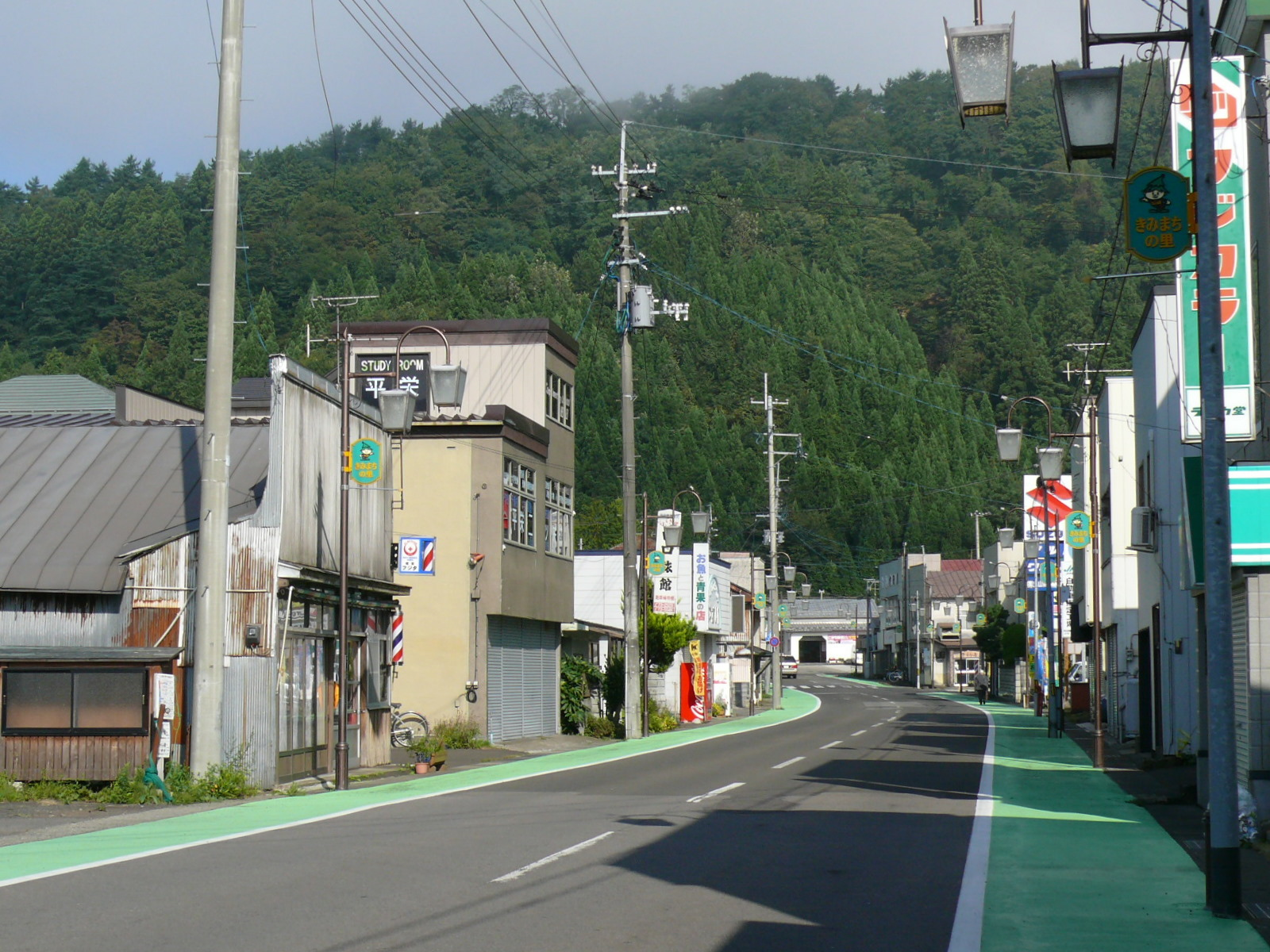
No Japão, assim como em grande parte dos países asiáticos, encontram-se muitas calçadas no mesmo nível das ruas, sendo separadas apenas por demarcações.

- Piso tátil de alerta: Este piso deve ser utilizado para sinalizar situações que envolvam risco de segurança. O piso tátil deve ser cromo diferenciado, ou seja, piso caracterizado pela utilização de cor contrastante em relação às áreas adjacentes e destinado a constituir guia de balizamento ou complemento de informação visual ou tátil, perceptível por pessoas com deficiência visual) ou deve estar associado a faixa de cor contraste com o piso adjacente.[7]
- Piso tátil direcional: Este piso deve ser utilizado quando da ausência ou descontinuidade de linha-guia identificável, como guia de caminhamento em ambientes internos ou externos, ou quando houver caminhos preferenciais de circulação.[7]

## Calçadas de borracha
O governo municipal de Washington, D.C. está instalando calçadas de borracha na cidade. A capital norte-americana está trocando o cimento (material usado extensivamente na construção de calçadas no mundo inteiro) pelo piso emborrachado em torno das árvores, para proteger as raízes e acabar com as calçadas quebradas.
O cimento não permite que o ar e a água passem para o solo. Por isso, as raízes crescem para cima, em busca de alimento, e acabam empurrando e quebrando a calçada. Todo ano, a prefeitura de Washington tinha que trocar blocos inteiros, quebrar o cimento e refazer tudo. Somente com os consertos, gastava cerca de US$ 5 milhões anualmente e ainda tinha que se defender de processos na Justiça, porque as pessoas tropeçavam, se machucavam e exigiam indenização.
Entre as placas de borracha, existe espaço suficiente para permitir a passagem de ar e de água. Como elas são maleáveis, também se adaptam à movimentação das raízes. O engenheiro Wasi Khan acrescenta outra vantagem do projeto: as placas são feitas de pneus reciclados, material que ocupa os depósitos de lixo e preocupa as autoridades.
Cada placa, que amortece a caminhada, significa um pneu de borracha a menos nos lixões. Mas o preço ainda é um problema. O revestimento novo custa três vezes mais do que o antigo. A vantagem virá a longo prazo. A calçada deve durar o triplo do tempo.
A instalação das placas de borracha é rápida, porque elas se encaixam umas nas outras com pinos que vão em orifícios. Além do mais, é um trabalho simples, porque elas são bem mais leves do que qualquer material de concreto. Elas também são reversíveis e não queimam com pontas de cigarro.
Nos Estados Unidos, 86% dos pneus velhos são reciclados fazendo calçadas ou asfalto. Uma tecnologia que está dando os primeiros passos no Brasil. Cada quilômetro de estrada pavimentado com asfalto de borracha pode significar até 7 mil pneus a menos nos lixões.

## Calçada ecológica
A calçadas verdes ou calçada ecológica se refere a um tipo de construção sustentável em que se utiliza pavimentos permeáveis, arborização urbana adequada, canteiros de jardim ou de gramas. Esse tipo de calçada contribui para a infiltração da água da chuva, diminuindo assim os problemas enfrentados pelas metrópoles, serve para evitar a impermeabilização dos passeios públicos e privados. Para implantação utiliza-se material permeável como os concregramas, intertravados e faixa de gramado ou jardins, junto com uma arborização adequada quebrando o padrão das ruas, e dando um charme, e também uma sinalização adequada para portadores de deficiência através do piso tátil.